# Romagny (Manche)
Romagny és un municipi francès situat al departament de la Manche i a la regió de Normandia. L'any 2007 tenia 1.068 habitants.

## Demografia

### Població
El 2007 la població de fet de Romagny era de 1.068 persones. Hi havia 447 famílies de les quals 94 eren unipersonals (53 homes vivint sols i 41 dones vivint soles), 197 parelles sense fills, 144 parelles amb fills i 12 famílies monoparentals amb fills.
La població ha evolucionat segons el següent gràfic:
Habitants censats

### Habitatges
El 2007 hi havia 520 habitatges, 455 eren l'habitatge principal de la família, 31 eren segones residències i 33 estaven desocupats. 513 eren cases i 2 eren apartaments. Dels 455 habitatges principals, 364 estaven ocupats pels seus propietaris, 89 estaven llogats i ocupats pels llogaters i 2 estaven cedits a títol gratuït; 5 tenien una cambra, 30 en tenien dues, 59 en tenien tres, 114 en tenien quatre i 248 en tenien cinc o més. 397 habitatges disposaven pel capbaix d'una plaça de pàrquing. A 199 habitatges hi havia un automòbil i a 233 n'hi havia dos o més.

### Piràmide de població
La piràmide de població per edats i sexe el 2009 era:
| Homes | Edats   | Dones |
| ----- | ------- | ----- |
| 0     | 95 o +  | 0     |
| 0     | 90 a 94 | 4     |
| 0     | 85 a 89 | 4     |
| 16    | 80 a 84 | 12    |
| 16    | 75 a 79 | 40    |
| 12    | 70 a 74 | 16    |
| 28    | 65 a 69 | 12    |
| 28    | 60 a 64 | 36    |
| 52    | 55 a 59 | 32    |
| 32    | 50 a 54 | 52    |
| 32    | 45 a 49 | 36    |
| 52    | 40 a 44 | 20    |
| 24    | 35 a 39 | 64    |
| 40    | 30 a 34 | 20    |
| 28    | 25 a 29 | 28    |
| 24    | 20 a 24 | 24    |
| 24    | 15 a 19 | 20    |
| 40    | 10 a 14 | 28    |
| 28    | 5 a 9   | 48    |
| 20    | 0 a 4   | 40    |

## Economia
El 2007 la població en edat de treballar era de 684 persones, 477 eren actives i 207 eren inactives. De les 477 persones actives 452 estaven ocupades (243 homes i 209 dones) i 25 estaven aturades (11 homes i 14 dones). De les 207 persones inactives 122 estaven jubilades, 46 estaven estudiant i 39 estaven classificades com a «altres inactius».

### Ingressos
El 2009 a Romagny hi havia 435 unitats fiscals que integraven 1.051 persones, la mediana anual d'ingressos fiscals per persona era de 17.516 €.

### Activitats econòmiques
Dels 13 establiments que hi havia el 2007, 1 era d'una empresa alimentària, 2 d'empreses de fabricació de material elèctric, 2 d'empreses de fabricació d'altres productes industrials, 4 d'empreses de construcció, 2 d'empreses de comerç i reparació d'automòbils, 1 d'una empresa d'hostatgeria i restauració i 1 d'una empresa classificada com a «altres activitats de serveis».
Dels 6 establiments de servei als particulars que hi havia el 2009, 2 eren fusteries, 2 lampisteries, 1 electricista i 1 perruqueria.
Dels 2 establiments comercials que hi havia el 2009, 1 era una botiga de menys de 120 m² i 1 una joieria.
L'any 2000 a Romagny hi havia 126 explotacions agrícoles que ocupaven un total de 2.346 hectàrees.

## Equipaments sanitaris i escolars
El 2009 hi havia una escola elemental.

## Poblacions més properes
El següent diagrama mostra les poblacions més properes.